# Valdezcaray
La estación de esquí de  Valdezcaray está situada en sistema Ibérico, concretamente en la sierra de la Demanda riojana, en España. Aprovecha las laderas del pico San Lorenzo, el más alto de La Rioja y segundo más alto del sistema Ibérico, tras el Moncayo. Además de esto, en el siglo XVI, dio nombre al Fuero de Valdezcaray, conocido también como Fuero de las Villas.

## Descripción
Esta pequeña estación (300 hectáreas esquiables, con pistas de variada dificultad y pendiente) situada en La Rioja es uno de los lugares para practicar el esquí más accesibles que existen.  Orientada hacia el norte y el oeste, ofrece un agradable día de ocio, que se puede completar visitando los lugares de alrededor como el monasterio de San Millán de la Cogolla o el propio pueblo de Ezcaray, donde se cruza el río Oja.

## Servicios
Cuenta con los servicios habituales en este tipo de centros: cafetería, alquiler de material, guardaesquíes, escuelas de esquí, restaurante, tienda, enfermería, ludoteca, etc.
Hay aparcamiento para 1400 automóviles y 100 autobuses.
Ofrece el siguiente equipamiento: 9 remontes (6 telesillas y 3 telesquís) con capacidad para 16.400 viajeros por hora, 3 máquinas pisapistas, 2 camiones cuña y 1 fresadora que mantienen los accesos en condiciones ideales. Valdezcaray dispone de instalaciones de nieve artificial en trece de sus pistas (55 %), mediante cañones situados en 105 puntos de producción diferentes.
En la estación operan dos escuelas independientes: la Escuela Polideportiva de Esquí de Valdezcaray (EPV) y la Escuela de Deportes de Invierno de Valdezcaray (EDIV).